# Jan Rudnicki (geolog)
Jan Rudnicki (ur. 16 sierpnia 1934 w Wilnie, zm. 18 grudnia 1992 w Warszawie) – polski geolog, speleolog.

## Życiorys

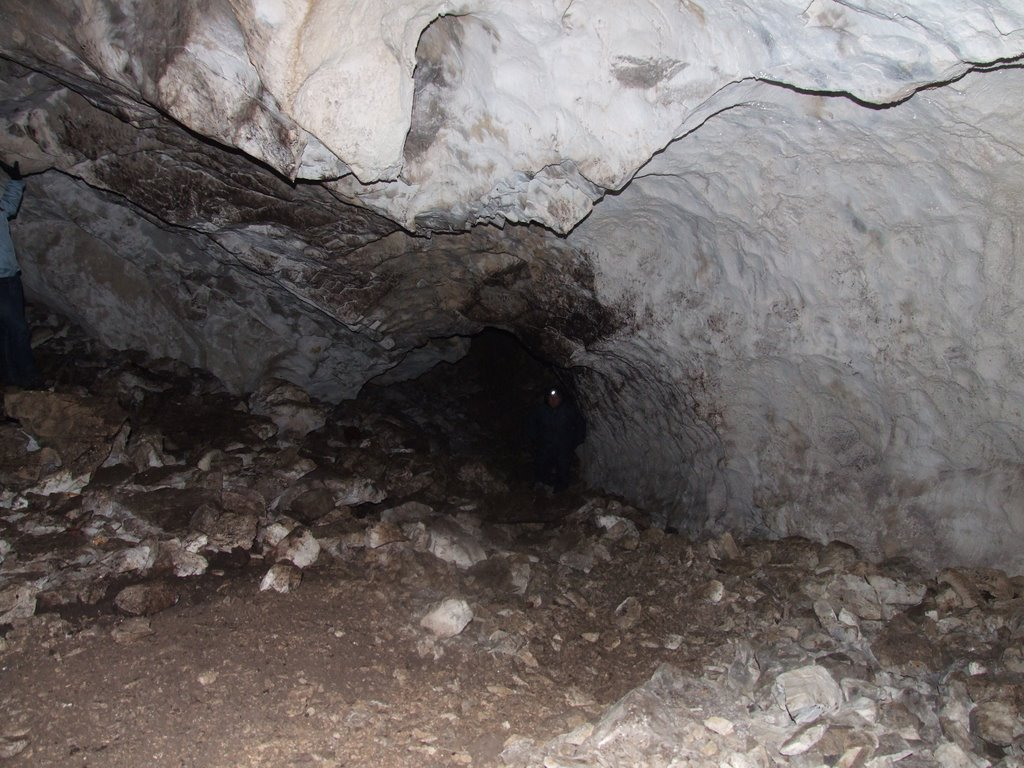
Wylot Jaskini Naciekowej w Tatrach

Urodził się w rodzinie matematyka prof. Juliusza Rudnickiego i Janiny z Modzelewskich. Studiował na Wydziale Geologii Uniwersytetu Warszawskiego, po ukończeniu nauki w 1957 rozpoczął pracę naukową w Instytucie Nauk Geologicznych Polskiej Akademii Nauk. W 1954 został członkiem Speleoklubu Warszawskiego i brał udział w wyprawach do jaskiń w Tatrach, podczas wypraw prowadził badania w zakresie speleogenezy, osadów jaskiniowych i hydrogenezy. W polskich górach badał eksperymentalnie zjawisko powstawania żłobków krasowych. Od 1957 rozszerzył zakres swoich wypraw o jaskinie w innych krajach (badanie procesów krasowych w Bułgarii, Włoszech, Wietnamie i na Kubie), tam również prowadził badania naukowe. 13 września 1959 razem z Hanną Sobol-Bieniaszewską i Jerzym Bieniaszewskim odkryli pierwsze 400 metrów Jaskini Naciekowej w Dolinie Kościeliskiej. W 1965 uzyskał tytuł nauk doktora nauk geologicznych, a w 1984 został docentem. Był współzałożycielem czasopisma „Speleologia”, należał do zespołu redakcyjnego „Wiercicy”, był członkiem Polskiego Towarzystwa Geologicznego.
Jan Rudnicki jest autorem ponad sześćdziesięciu publikacji z dziedziny speleologii, które sprawiły, że jest zaliczany do czołówki polskich i światowych badaczy jaskiń i zachodzących w nich procesów krasowych. Posiadał tytuł członka honorowego Speleoklubu Warszawskiego.
Został pochowany na cmentarzu Powązkowskim (kwatera 270-1-20).